# Kurumocz (osiedle przy stacji)
Kurumocz (ros. Курумоч) – osiedle przy stacji w Rosji, w obwodzie samarskim, w rejonie wołżskim. W 2010 liczyło 116 mieszkańców.